# 巴爾梅爾縣

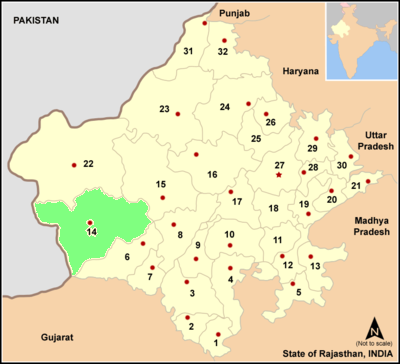

巴爾梅爾縣是印度的一個縣，位於該國西北部，由拉賈斯坦邦負責管轄，面積28,387平方公里，每年平均降雨量277毫米，2001年人口1,964,835，人口密度每平方公里69人。